# Itabira
Itabira este un oraș în Minas Gerais (MG), Brazilia.